# Dougaloplus amphacanthus
Dougaloplus amphacanthus is een slangster uit de familie Amphiuridae.
De wetenschappelijke naam van de soort werd in 1909 gepubliceerd door J.F. McClendon.